# Visconde de Vila Nova de Foz Coa
Visconde de Vila Nova de Foz Coa é um título nobiliárquico criado por D. Luís I de Portugal, por Decreto de 22 de Maio de 1886, em favor de Eduardo Ernesto de Castro Pereira de Campos Henriques.
Titulares
1. Eduardo Ernesto de Castro Pereira de Campos Henriques, 1.º Visconde de Vila Nova de Foz Coa.